# Arnold van Mill
Arnold van Mill (né le 26 mars 1921 à Schiedam et mort le 5 octobre 1996 à Hambourg) est une basse néerlandaise.

## Biographie
Il étudie au Conservatoire de musique de Rotterdam et de La Haye, puis en privé avec Madame Zeghers de Beyl. Il fait ses débuts à La Monnaie de Bruxelles en 1946, puis après avoir chanté dans différentes villes de Belgique et des Pays-Bas, il est engagé à l'Opéra d'Anvers en 1950, puis à l'Opéra de Wiesbaden de 1951 à 1953, mais connait son premier grand succès à l'Opéra d'État de Berlin en 1952, en Zaccaria dans Nabucco.
Il débute au Festival de Bayreuth dès 1951, d'abord dans de petits rôles, mais s'impose rapidement en Daland, Titurel, Hunding, Fasolt, Fafner, Roi Marke, etc.
Il se joint à l'Opéra de Hambourg en 1953, où il remporte de grands succès, et participe à de nombreuses créations, notamment  
Pallas Athene weint de Ernst Krenek en 1955, Hamlet de Humphrey Searle en 1968, et Die Teufel von Loudon de Krzysztof Penderecki en 1969.
En 1953, il chante au Maggio Musicale Fiorentino dans Agnese di Hohenstaufen. Il parait au Teatro Colon de Buenos Aires en 1958, à l'Opéra d'État de Vienne en 1959, suivent ensuite La Fenice de Venise, le Teatro Sao Carlos de Lisbonne, le Palais Garnier de Paris, le San Francisco Opera, etc. Il est également invité dans les festivals de Hollande, Aix-en-Provence, et Édimbourg.
Arnold van Mill possédait une voix puissante et grave, et était un interprète à l'expression intense et d'une grande intériorité. Également à son répertoire, on compte notamment Osmin, Sarastro, Grand Inquisiteur, Ramfis, le Commandeur dans Don Giovanni, Abu Hassan dans Der Barber von Bagdad, etc.

## Sources
- Alain Pâris, Dictionnaire des interprètes et de l'interprétation musicale au XXe siècle, Paris, Robert Laffont, coll. « Bouquins », 1995, 1278 p. (ISBN 978-2-221-08064-1 et 2-221-08064-5, OCLC 34515574).